# Tramlijn 5 (Amsterdam)
 Tramlijn 5 is een tramlijn in Amsterdam en Amstelveen op de route Westergasfabriek – Leidseplein – Station Zuid – Stadshart Amstelveen. 

## Eerste lijn 5 (1902-1965)
De huidige tramlijn 5 is de tweede lijn met dit nummer. De eerste lijn 5 werd ingesteld op 17 juli 1902 en verbond het Haarlemmerplein via Haarlemmerdijk en -straat – Centraal Station – Damrak met de Dam.

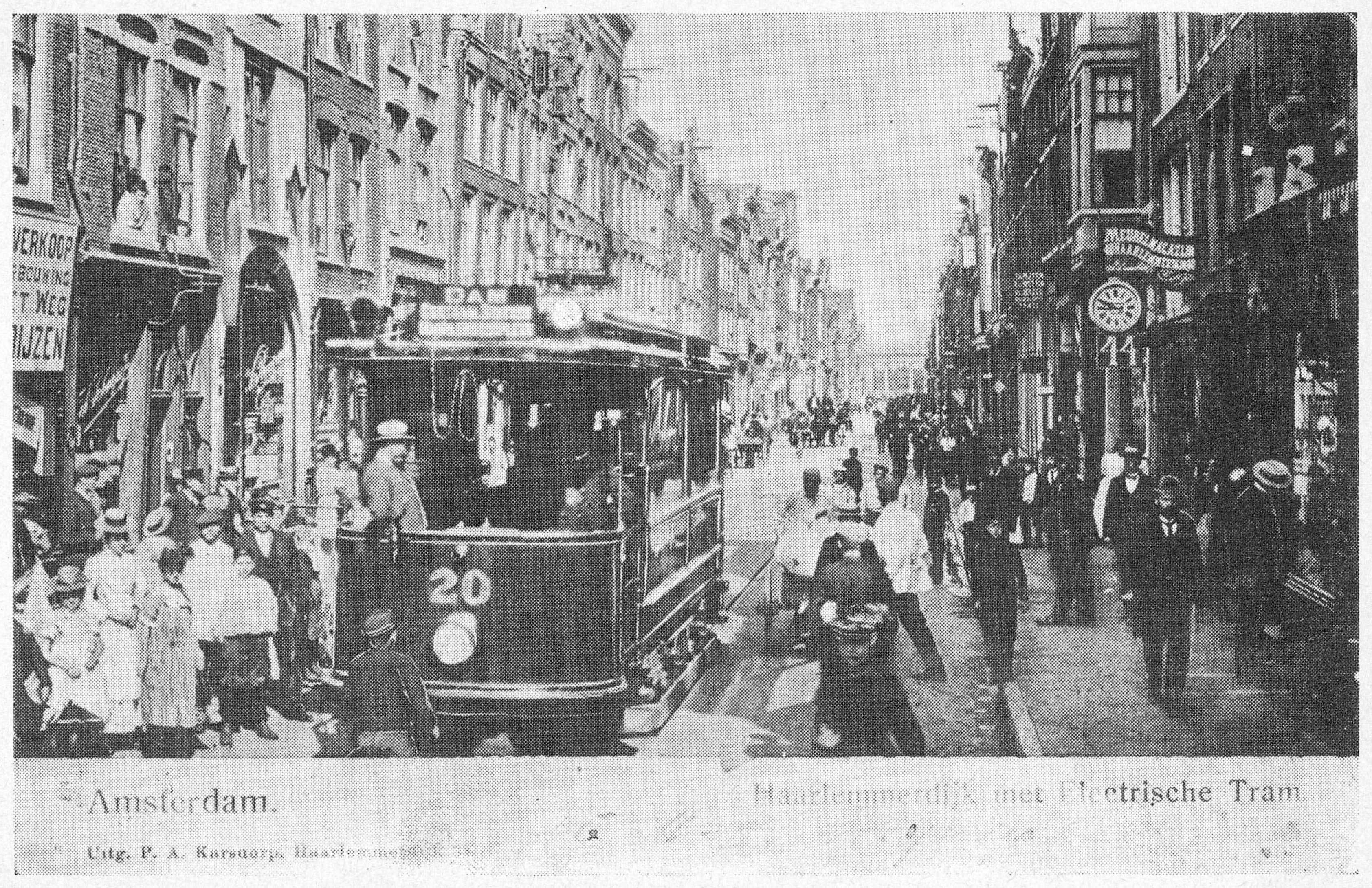
Tramlijn 5 met motorwagen 20 in de begindagen op de Haarlemmerdijk; 1902.

Op 12 maart 1904 werd lijn 5 verlengd via Rokin – Rembrandtplein – Utrechtsestraat – Frederiksplein – Ceintuurbaanbrug naar de Weesperzijde (Schollenbrug).
Op 5 februari 1906 ging lijn 5 vanaf het Haarlemmerplein doorrijden naar de Spaarndammerbuurt. Vanaf 30 maart 1915 werd door de Van Woustraat gereden in plaats van via de Amsteldijk. Op 9 januari 1930 kwam de eindlus Oostzaanstraat – Hembrugstraat in gebruik.
Op 15 oktober 1939 werd lijn 5 verlengd over de Mr. Treublaan naar het Julianaplein naast het nieuw geopende Amstelstation.
In juli 1942 werd lijn 5 verlegd via de Amstellaan en de Rijnstraat – Van Woustraat, ter compensatie van de door de oorlogsomstandigheden opgeheven lijnen 4 en 8. De Weesperzijde werd aldus tramloos.
Bij hervatting van de tramdienst vanaf 18 juni 1945 bereed lijn 5 alleen het oostelijke deel van de route. Het drukste deel Centraal Station – Spaarndammerbuurt werd voortaan bereden door lijn 12 (in 1955 verbust). Lijn 5 kreeg toen de route: Centraal Station – Dam – Rembrandtplein – Utrechtsestraat – Frederiksplein – Ruyschstraat – Wibautstraat – Amstelstation. Na terugkeer van lijn 4 in 1948 werd de lijn verlegd via de Sarphatistraat. Vanaf 1952 werd tussen Rembrandtplein en Weesperplein via het Waterlooplein en de Weesperstraat gereden. Dit was noodzakelijk om ruimte te maken in de Utrechtsestraat voor de tijdelijk omgeleide lijn 9 in verband met de renovatie van de Hortusbrug. Na de teruglegging van lijn 9 bleef voor lijn 5 de route door de Weesperstraat echter gehandhaafd.
In september 1961 werd lijn 5 tijdelijk opgeheven omdat de Weesperstraat vanwege brugvernieuwing en reconstructie van de straat langdurig werd afgesloten voor al het verkeer. In de Wibautstraat en naar het Amstelstation werd de lijn vervangen door lijn 7.

### Spitslijn 5
Drie maanden later, in december 1961, kwam de lijn na protesten terug als spitsuurtramlijn. Nog drie en een half jaar reed deze weer, nu via de Utrechtsestraat in plaats van de Weesperstraat. Aanvankelijk werd met losse motorwagens gereden maar zodra de personeelsbezetting het toe liet keerden ook de bijwagens terug. In mei 1965 was de nu verbrede Weesperstraat na bijna 4 jaar weer toegankelijk voor het verkeer en werd spitslijn 5 omgezet in een op alle dagen en uren rijdende buslijn met hetzelfde nummer. (In oktober 1978 werd deze lijn vernummerd in lijn 56 om het lijnnummer 5 voor de tweede tramlijn 5 vrij te maken. Deze buslijn 56 werd in september 1987 opgeheven waarbij de zuidelijke tak werd vervangen door bus 37.

## Lijn 5A (1943)
Van 15 mei tot 7 juli 1943 bestond er ter compensatie van de opgeheven lijn 8 een spitsuurlijn 5A die reed van het Westerscheldeplein en de Zuider Amstellaan en verder via de route van lijn 5 naar het Centraal Station.

## Lijn 5 vanaf 1978

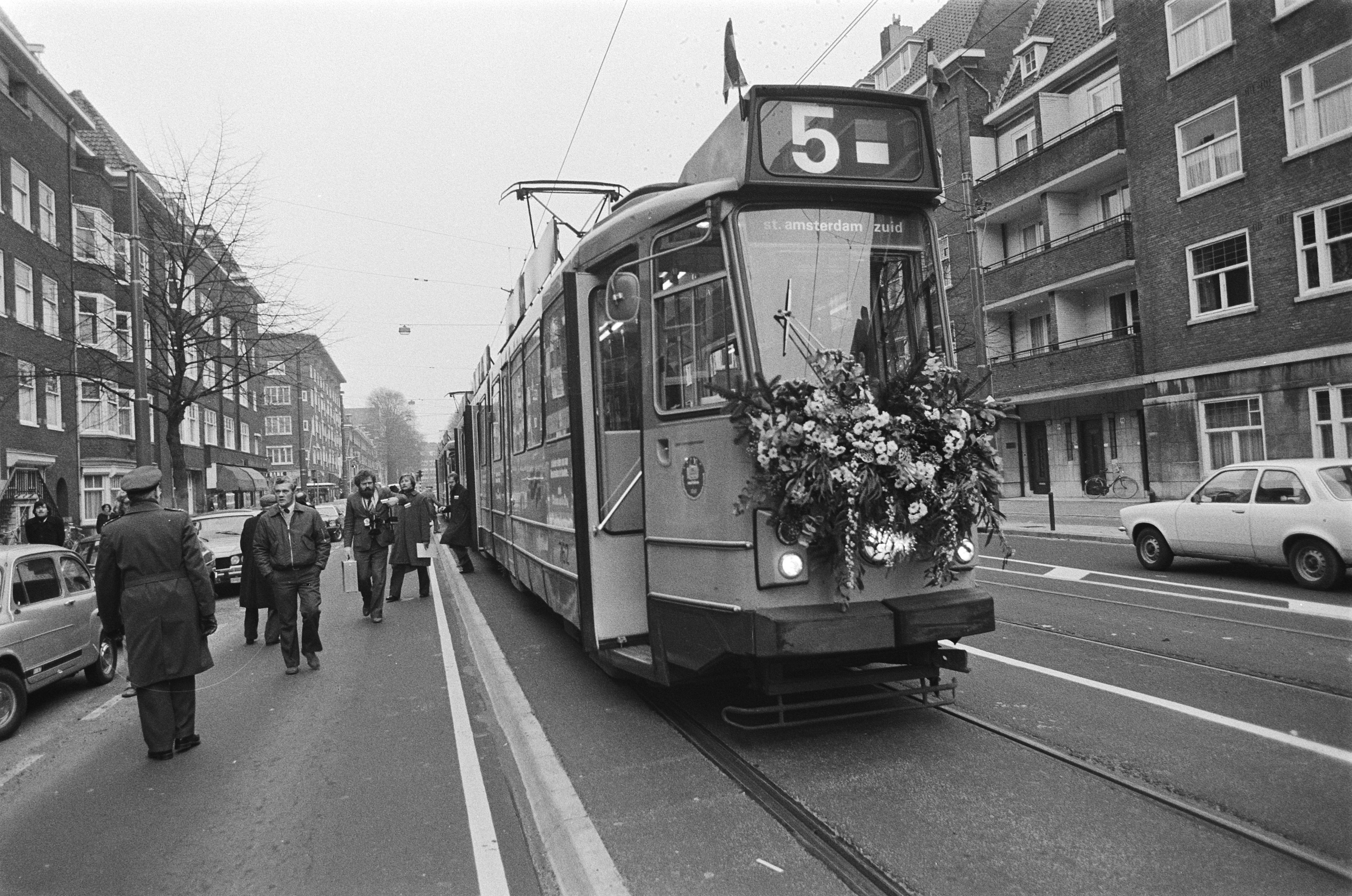
Opening van de nieuwe tramlijn 5 naar Station Zuid op 20 december 1978.

Op 20 december 1978 verscheen een geheel nieuwe tramlijn 5 toen het station Amsterdam Zuid werd geopend voor de eerste fase van de Schiphollijn. Om dit station een tramverbinding te geven werd tussen Station Zuid over de Strawinskylaan en het zuidelijke gedeelte van de Beethovenstraat tot de Stadionweg een nieuwe trambaan aangelegd. Lijn 5 reed van hieraf verder via de route van lijn 24: Beethovenstraat – Joh. M. Coenenstraat – Roelof Hartstraat – Ceintuurbaan – Ferdinand Bolstraat – Vijzelstraat – Rokin – Dam – Damrak – Centraal Station. Er werd slechts een 20-minutendienst gereden in aansluiting op de trein (die ook elke 20 minuten reed) en vanaf juni 1981 een 15 minutendienst.
Op 20 september 1982 werd de route tussen Centraal Station en J.M. Coenenstraat verlegd via Nieuwezijds Voorburgwal – Leidsestraat – Leidseplein – Overtoom – Eerste Constantijn Huygensstraat – Van Baerlestraat. Hiervoor werd een verbindingsboog aangelegd tussen de Van Baerlestraat en J.M. Coenenstraat. Op het Roelof Hartplein was er de eerste jaren geen halte.
Per 1 december 1990 kwam de verlenging in gebruik vanaf Station Zuid via Buitenveldertselaan – Beneluxbaan naar het Binnenhof in Amstelveen, als onderdeel van de Amstelveenlijn. Op de plaats van de vroegere keerlus bij Station Zuid (1978-1990) verrees tussen 2002-2004 een kantoorgebouw. Omdat de lijn in Amstelveen op een tweevoudig, eind jaren negentig drievoudig, kopspoor eindigt, kunnen op het zuidelijke stuk vanaf de Stadionweg alleen tweerichtingtrams rijden, die speciaal voor lijn 5 werden aangeschaft.
Op 30 mei 1992 kwam de verlegging via de Hobbemastraat – Paulus Potterstraat in gebruik, ter vervanging van de omweg via de Overtoom.
Sinds najaar 2007 werd gebouwd aan een nieuwe trambaan via de Strawinskylaan en de Parnassusweg die vanaf 1 mei 2008 de hooggelegen route via Station Amsterdam Zuid heeft vervangen. Dit deel van de route moest wijken voor de aanleg van de Noord/Zuidlijn van de metro. Op de Strawinskylaan is een overloopwissel aangelegd, zodat lijn 5 zo nodig tot hier kan worden ingekort, wat van 1 tot 11 mei 2008 het geval was en ook enkele perioden in 2019 en 2020 tijdens werkzaamheden voor de Amsteltram.
Lijn 5 was volgens het GVB tot 2017 de meest gebruikte van alle tramlijnen in Amsterdam, met 37.000 instappers per dag.
Op 22 juli 2018, de dag dat de exploitatie op de Noord/Zuidlijn startte, werd lijn 5 vanaf het Leidseplein verlegd over de vroegere route van lijn 10 naar de Van Hallstraat (Westergasfabriek). Lijn 12 heeft vanaf het Leidseplein het traject via de Leidsestraat naar het Centraal Station overgenomen.
Door het verdwijnen van metro/sneltramlijn 51 per 3 maart 2019 en het feit dat de vervangende bus op vrijwel alle haltes niet stopte werd de drukte op tramlijn 5 te groot. Met ingang van 27 mei 2019 werd op het drukste lijngedeelte, tussen station Zuid en Stadshart Amstelveen een versterkingsdienst ingesteld. Deze nieuwe tramlijn 6 reed aanvankelijk alleen in de ochtend- en middagspits van de Strawinskylaan via de Buitenveldertselaan en Beneluxbaan naar het Handelsplein. Vanaf juni 2020 reed lijn 6 alleen nog in de ochtendspits.
De spitsfrequentie van lijn 5 op het gehele traject werd teruggebracht, op het gezamenlijke traject was deze door de komst van lijn 6 verhoogd. Het GVB hoopte de drukte hiermee beter op te vangen. Lijn 6 zou blijven rijden tot de ingebruikname van de vernieuwde Amsteltram in december 2020, maar op 6 november 2020 reed lijn 6 zijn laatste ritten.
Vanaf 19 augustus 2020 was, in verband met de vernieuwing van de Bullebak-brug over de Brouwersgracht, de route naar de Zoutkeetsgracht meer dan drie jaar gestremd. Lijn 3 is sindsdien verlegd naar het eindpunt van lijn 5 in de Van Hallstraat bij de Westergasfabriek. Lijn 5 werd verlegd naar een kopeindpunt in de Marnixstraat vlak voor de gestremde brug, waarbij gekeerd kon worden over een speciaal hiervoor aangelegd tijdelijk overloopwissel. De eindbestemming op de tram luidde 'Jordaan'. Vanaf 29 augustus 2023 is de brug weer berijdbaar maar vanwege werkzaamheden aan de kademuren van de Houtmankade is de keerlus niet bruikbaar. Voorlopig blijven de eindpunten van de lijnen 3 en 5 omgewisseld. De tram kreeg een enkelsporig kopeindpunt op de Zoutkeetsgracht met een overloopwissel in de Planciusstraat. Lijn 5 heeft daarmee aan beide einden een kopeindpunt.

## Materieelinzet
De eerste lijn 5 reed met tweeassig materieel, in de jaren 50 waren de ex-Utrechtse wagens met grote middeninstap-bijwagens dominant. Op de spitslijn (1961-1965) reden er ook losse drieassige motorwagens. Van 1978 tot 1990 reden er gelede eenrichtingstrams.
Omdat lijn 5 sinds 1990 in Amstelveen een kopeindpunt heeft en enkele haltes met een middenperron kunnen er sindsdien uitsluitend tweerichtingstrams dienst doen. Sinds 1990 reden er trams van het type 11G (901-920). Wegens tekort aan materieel reden tussen 1999 en 2002 ook drie uit Duisburg gehuurde tienassige gelede trams type GT10 NC-DU (997-999) op lijn 5. In 2002 werden deze vervangen door vier tweerichting Combino's type 14G (2201-2204), zodat er voortaan 24 trams voor lijn 5 beschikbaar waren. In maart 2021 kwam de eerste nieuwe wit-blauwe trams type 15G in dienst op lijn 5. De 15G-trams hebben daarna de ruim dertig jaar oude 11G-trams vervangen waarvan de laatste op 5 juli 2021 werden ingezet.

## Amsteltram
In het kader van het project om de Amstelveenlijn te verbouwen Amsteltram, werd ook het gezamenlijke traject van tramlijn 5 en metro/sneltramlijn 51 tussen station Zuid en Amstelveen Centrum in 2019 en 2020 verbouwd. Tramlijn 5 is daarbij de bestaande route blijven rijden. In enkele weekenden in maart, april en juni en zes weken in de zomer van 2019 (14 juli t/m 26 augustus) kon lijn 5 hier niet rijden wegens spoorwerkzaamheden. Ook in 2020 kon lijn 5 enkele weekenden niet rijden voorbij Station Zuid. Deze werd gedurende de werkzaamheden vervangen door buslijn 45. In de perioden dat lijn 5 niet kon rijden werden de nieuwe laaggelegen sporen bij Kronenburg en Zonnestein aangesloten en werden de hooggelegen perrons van de vroegere lijn 51 vervangen door laaggelegen perrons voor de nieuwe lijn 25. De nieuwe 'Amsteltram' is na de verbouwing op 13 december 2020 gaan rijden tussen station Zuid en Amstelveen Westwijk en werd vervolgens in 2024 verlengd naar Uithoorn.

## Fotogalerij

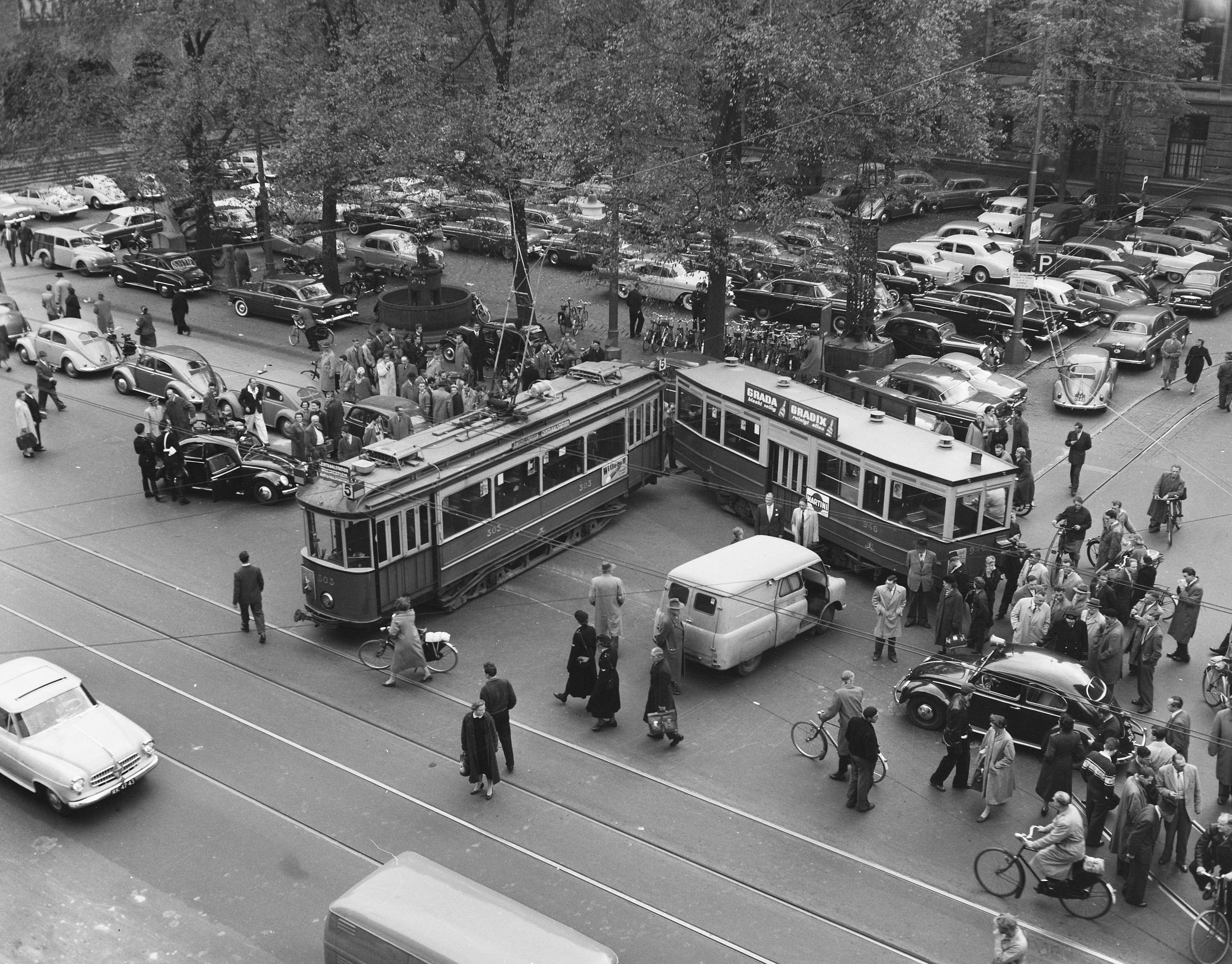
Ex Utrechtse wagen 303 en bijwagen 946 ontspoort op Beursplein 1956
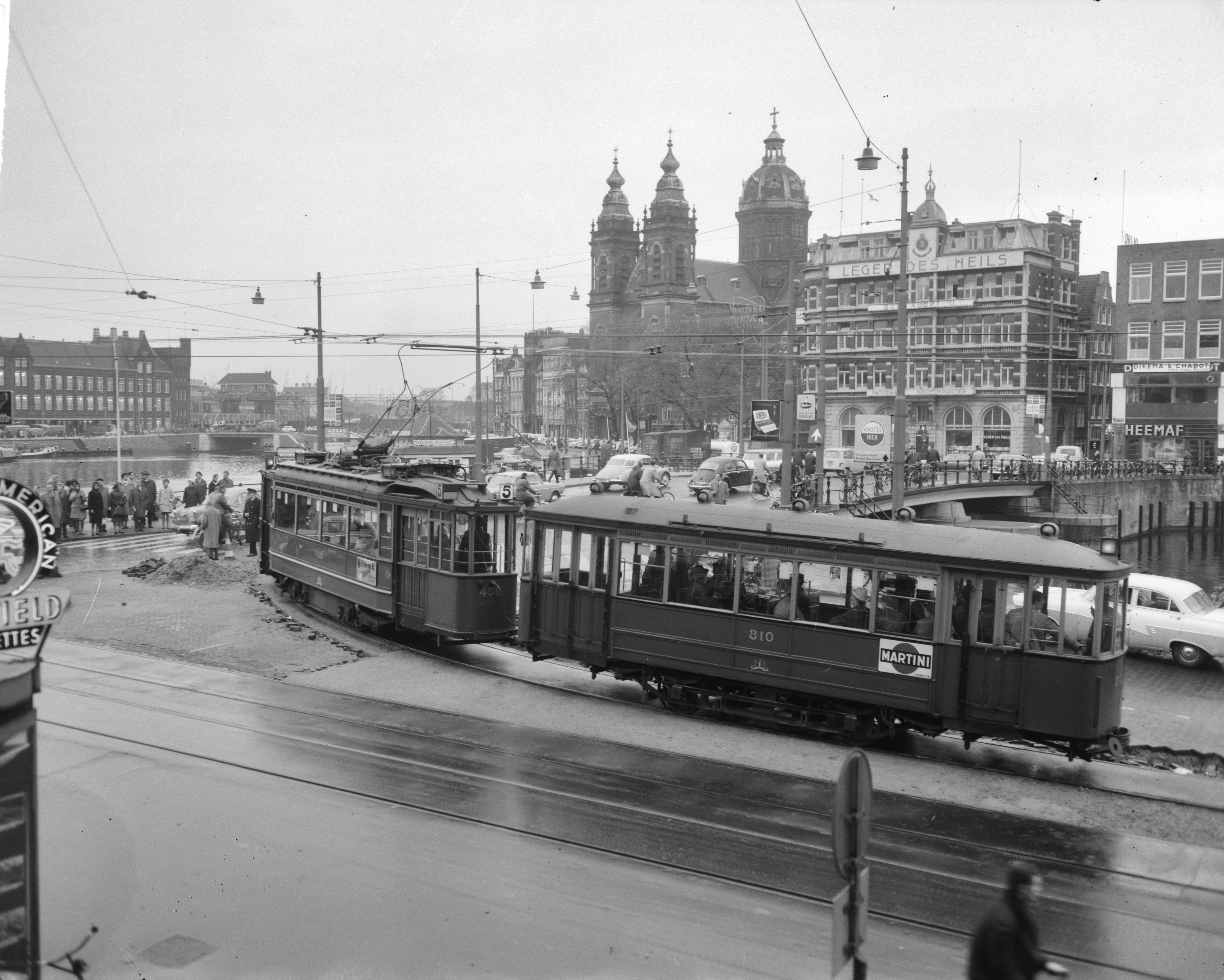
Blauwe wagen 459 en bijwagen 810 op spitslijn 5 in 1963
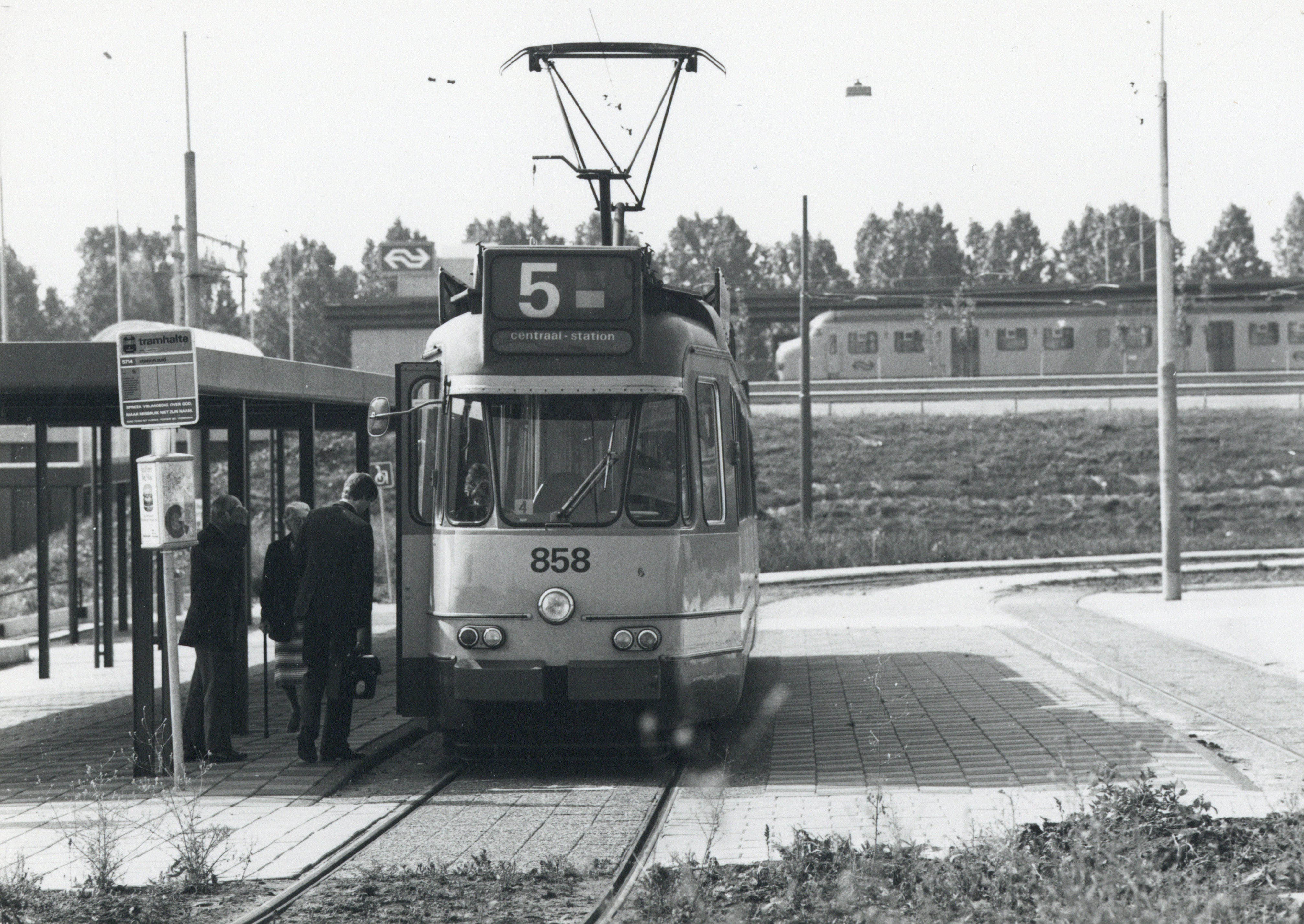
Tramlijn 5 aan het eindpunt op het toen nog naamloze plein bij Station Amsterdam Zuid in 1979.
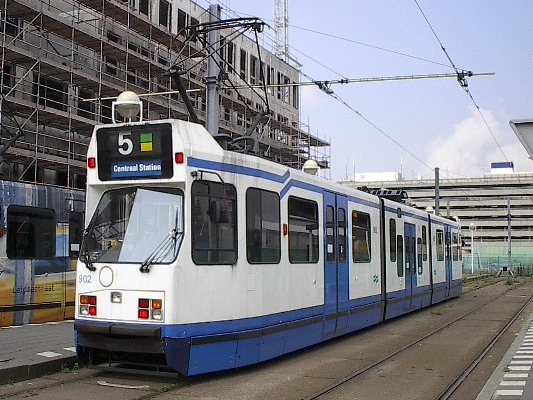
Tramlijn 5 aan het eindpunt Stadshart in Amstelveen
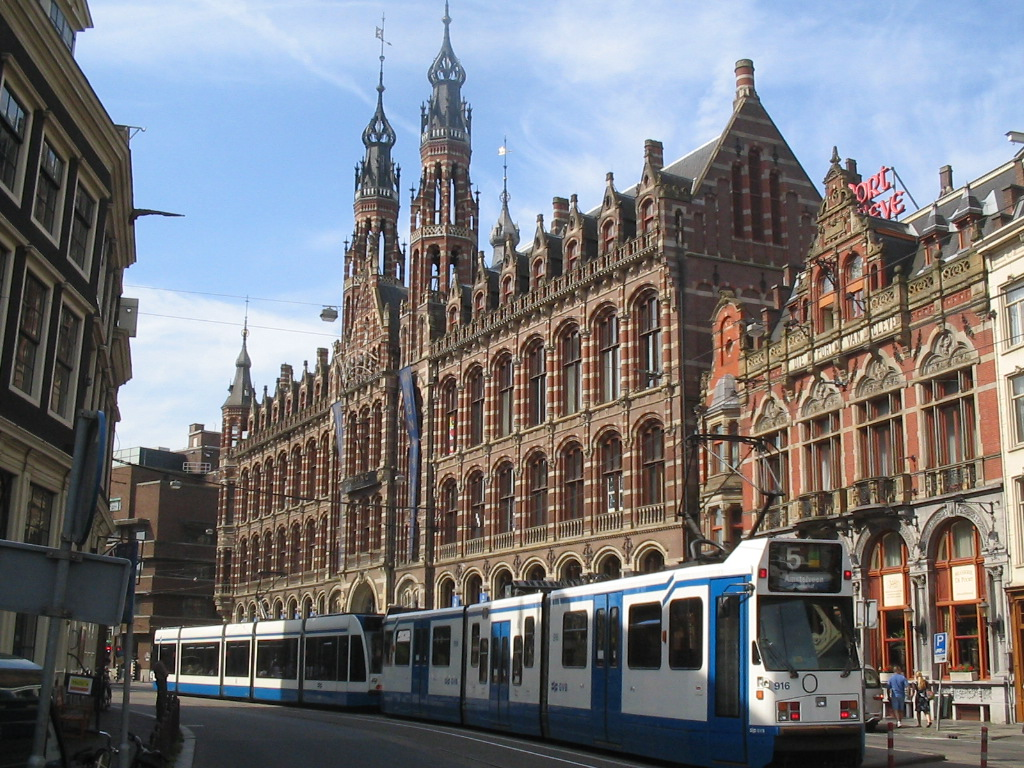
Tramlijn 5 bij het oude Hoofdpostkantoor, het oude Hoofdpostkantoor.
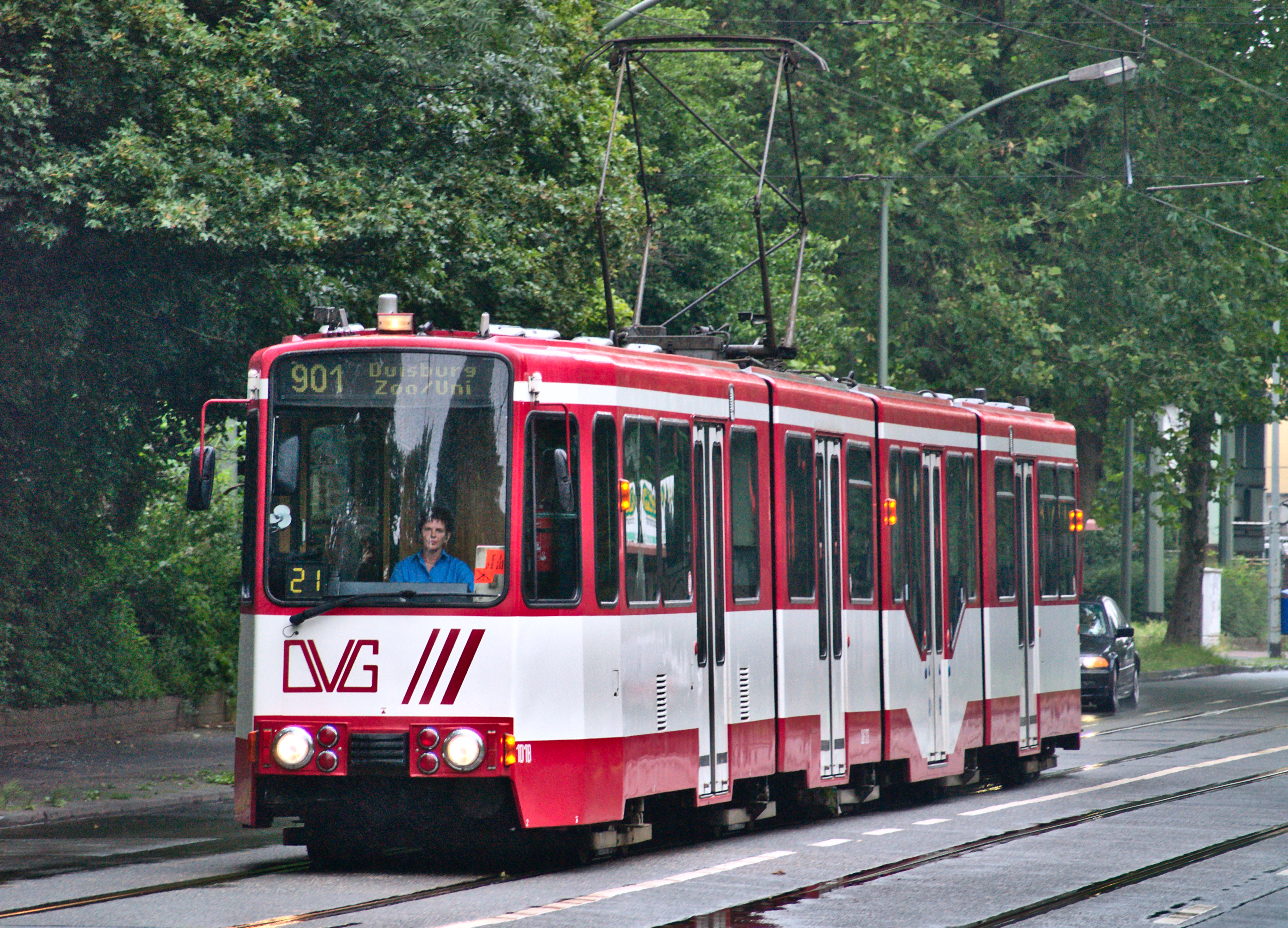
Tram van het type GT10NC-DU in Duisburg, waarvan er drie van 1999 tot 2002 op lijn 5 reden.
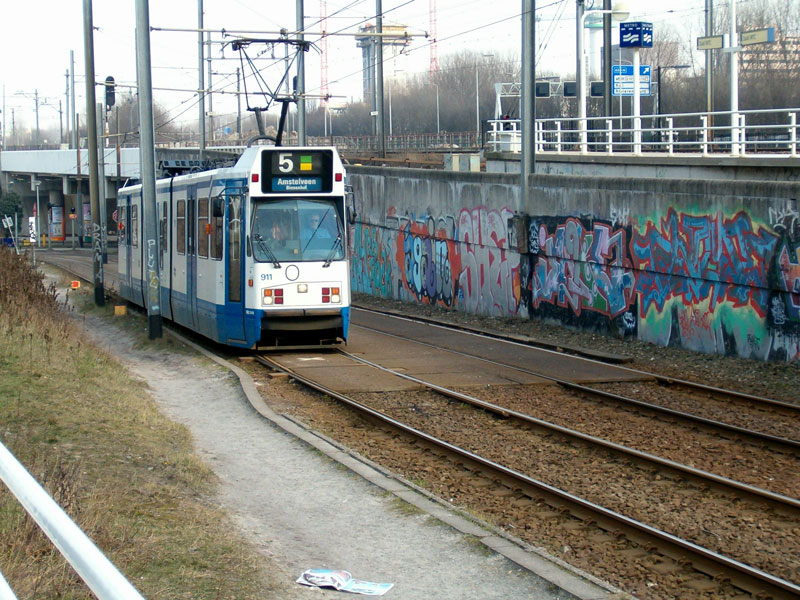
Tramlijn 5 op Station Amsterdam Zuid (route vervallen per 1 mei 2008).
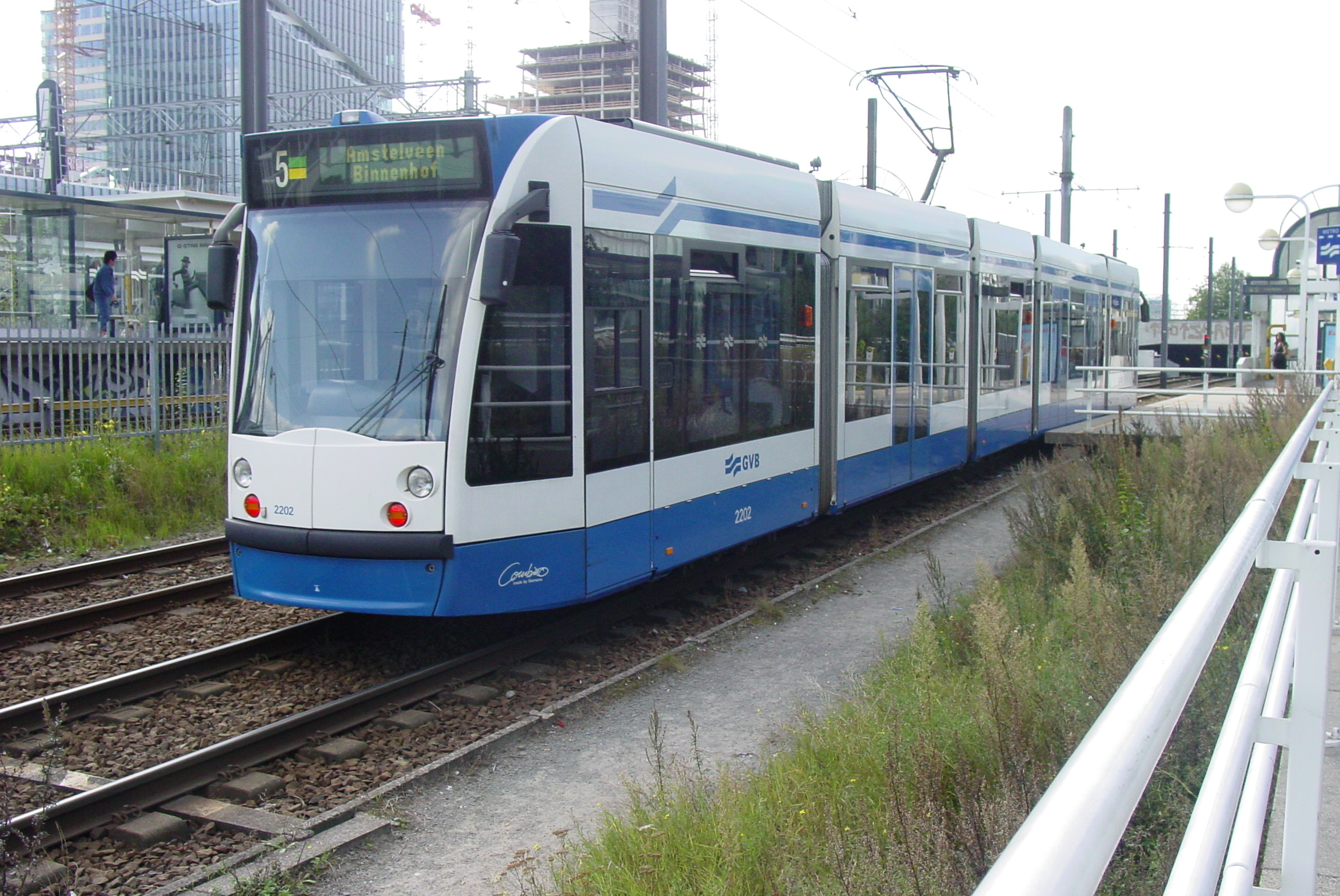
Tweerichting-Combino 2202 op tramlijn 5 bij Station Amsterdam Zuid (route vervallen per 1 mei 2008).
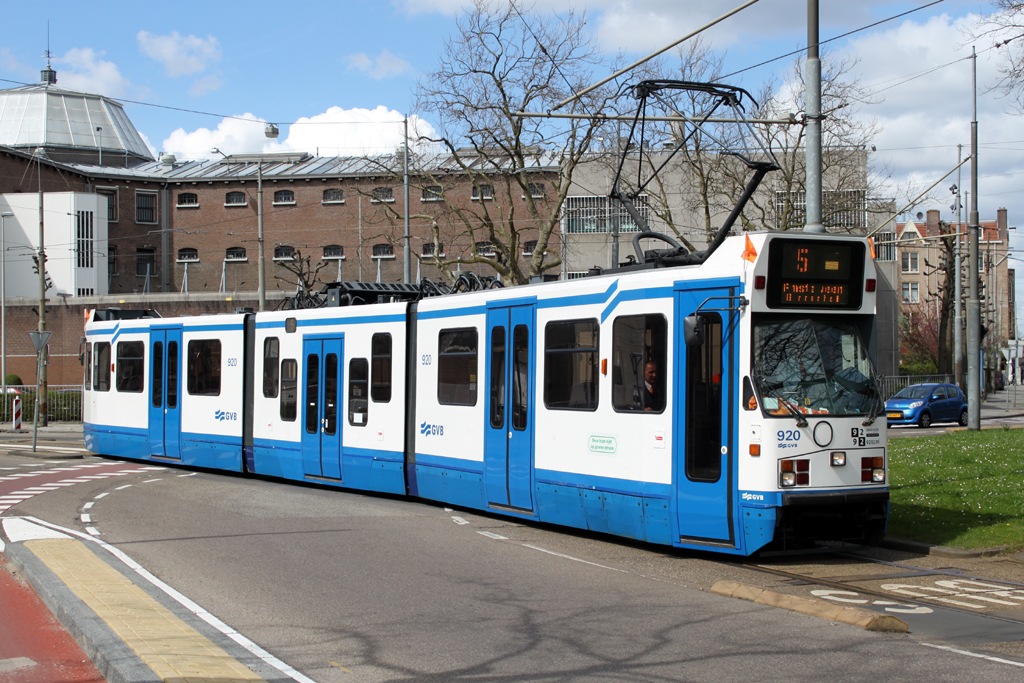
Tramlijn 5 op hoek van de Havenstraat en de Amstelveenseweg op weg van de remise Havenstraat naar Amstelveen.
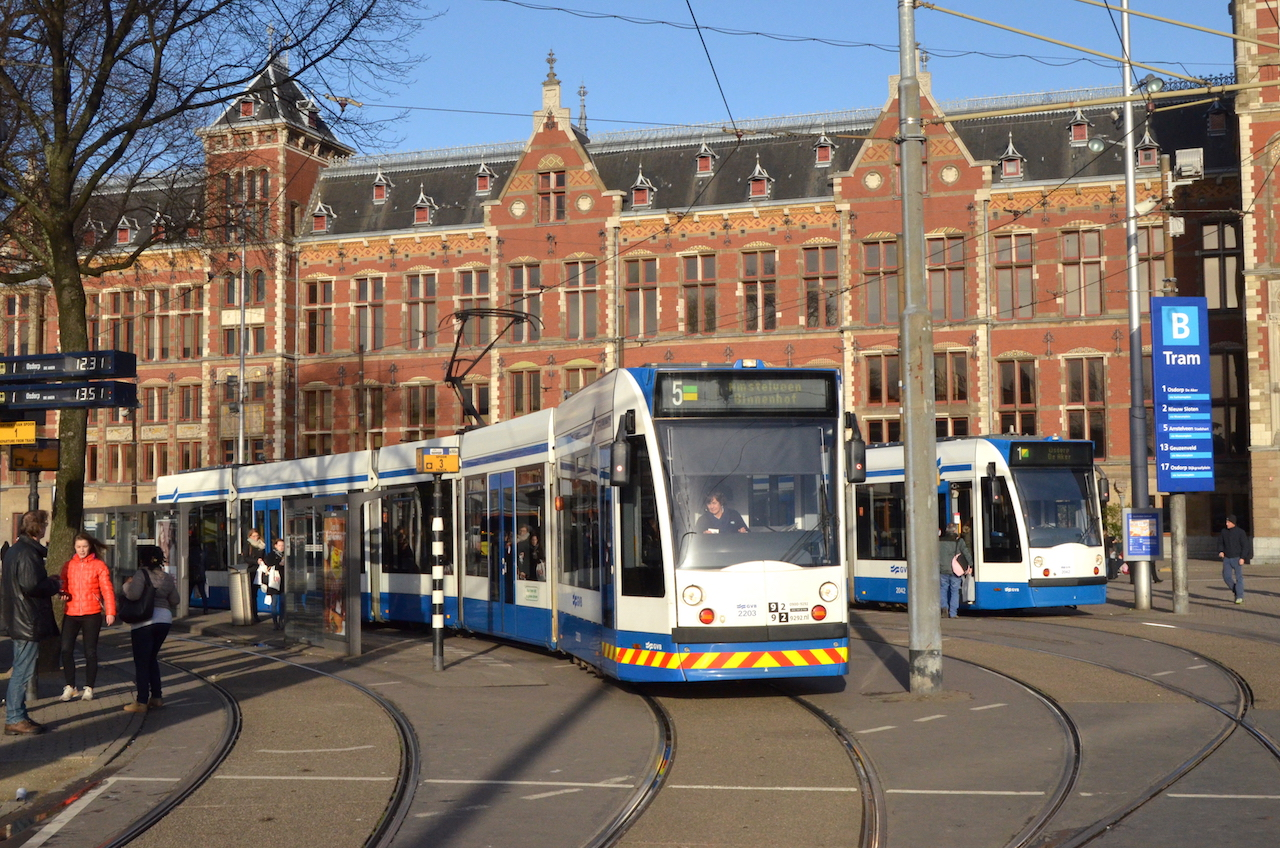
Lijn 5 op het Stationsplein voor het Centraal Station van Amsterdam; 31 december 2015. Foto: Erik Swierstra.
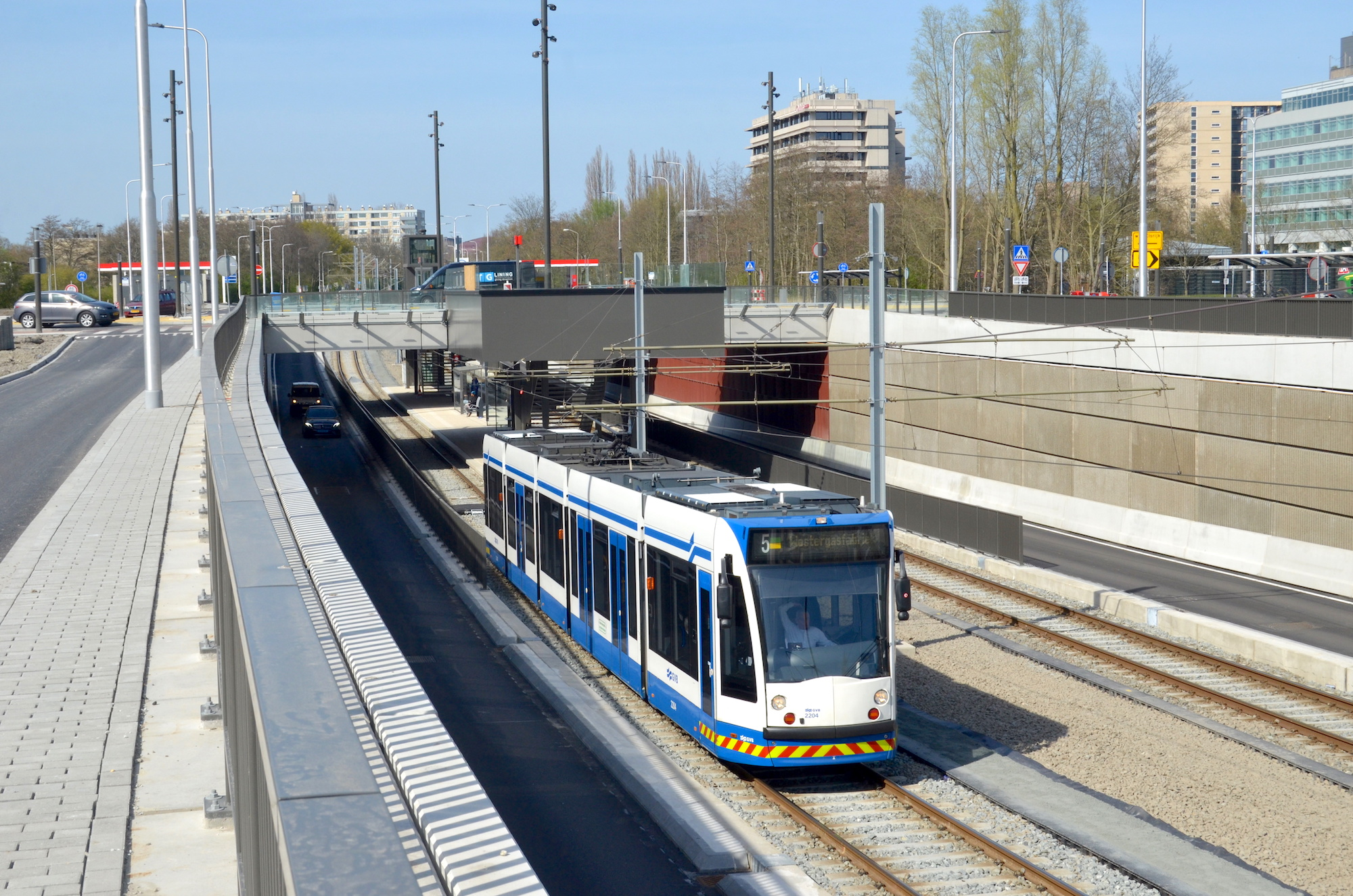
Combino 2204 op lijn 5 op de verdiepte halte Kronenburg in Amstelveen; 7 april 2020.
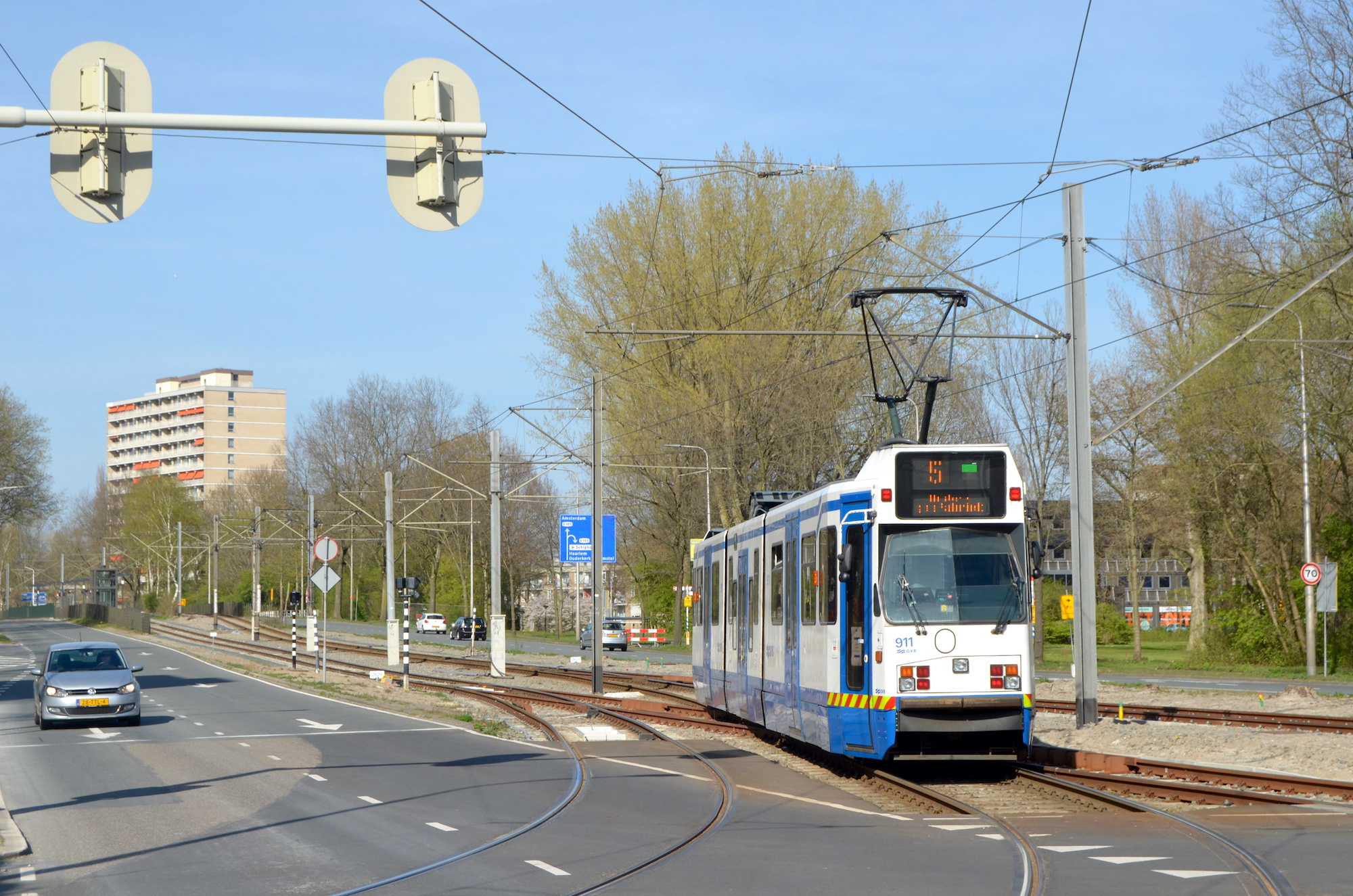
Gelede wagen 911 op lijn 5 op aftakking naar Amstelveen Stadshart; 7 april 2020.
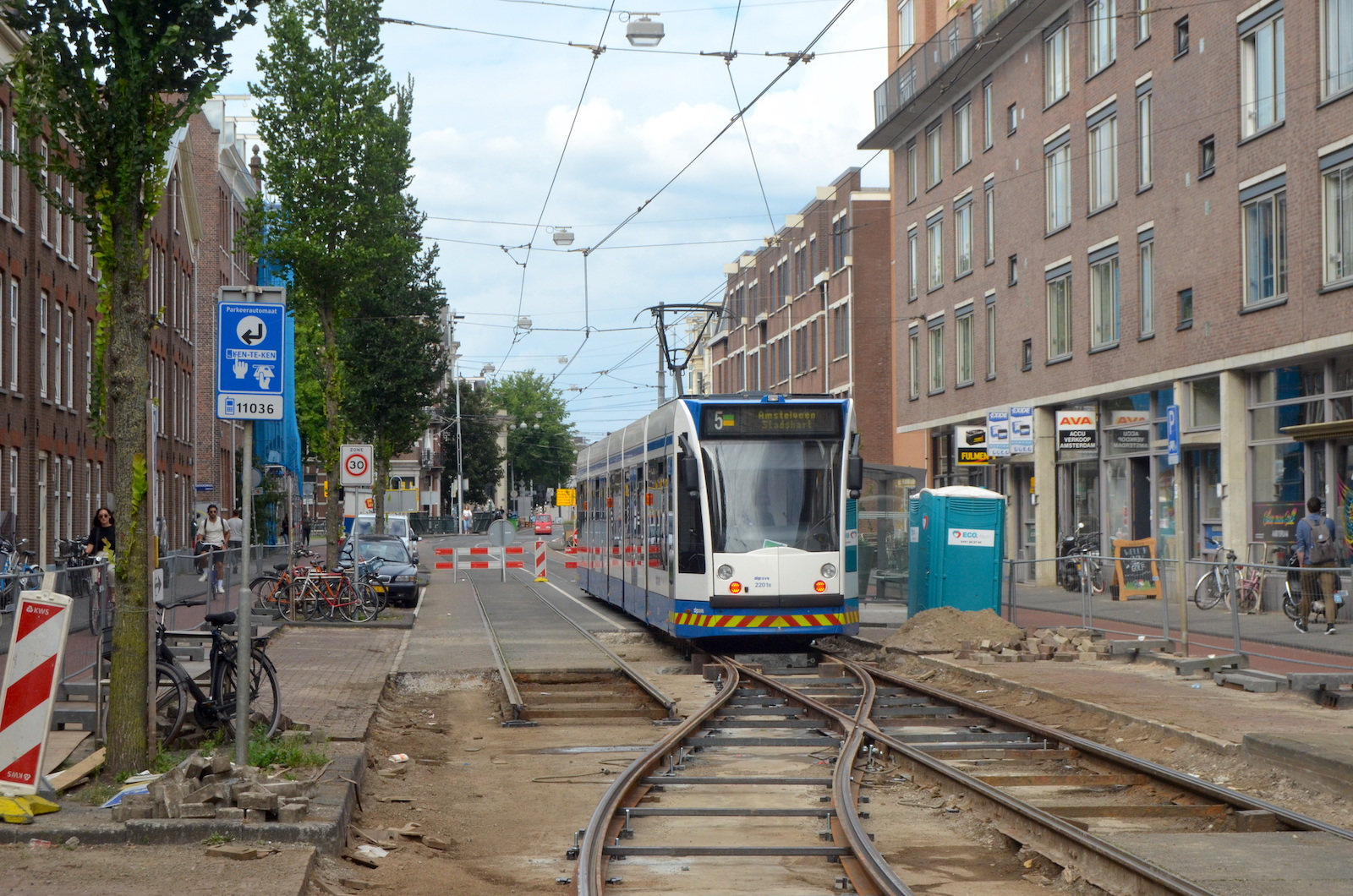
GVB lijn 5 op het kopeindpunt Marnixstraat; 19 augustus 2020.
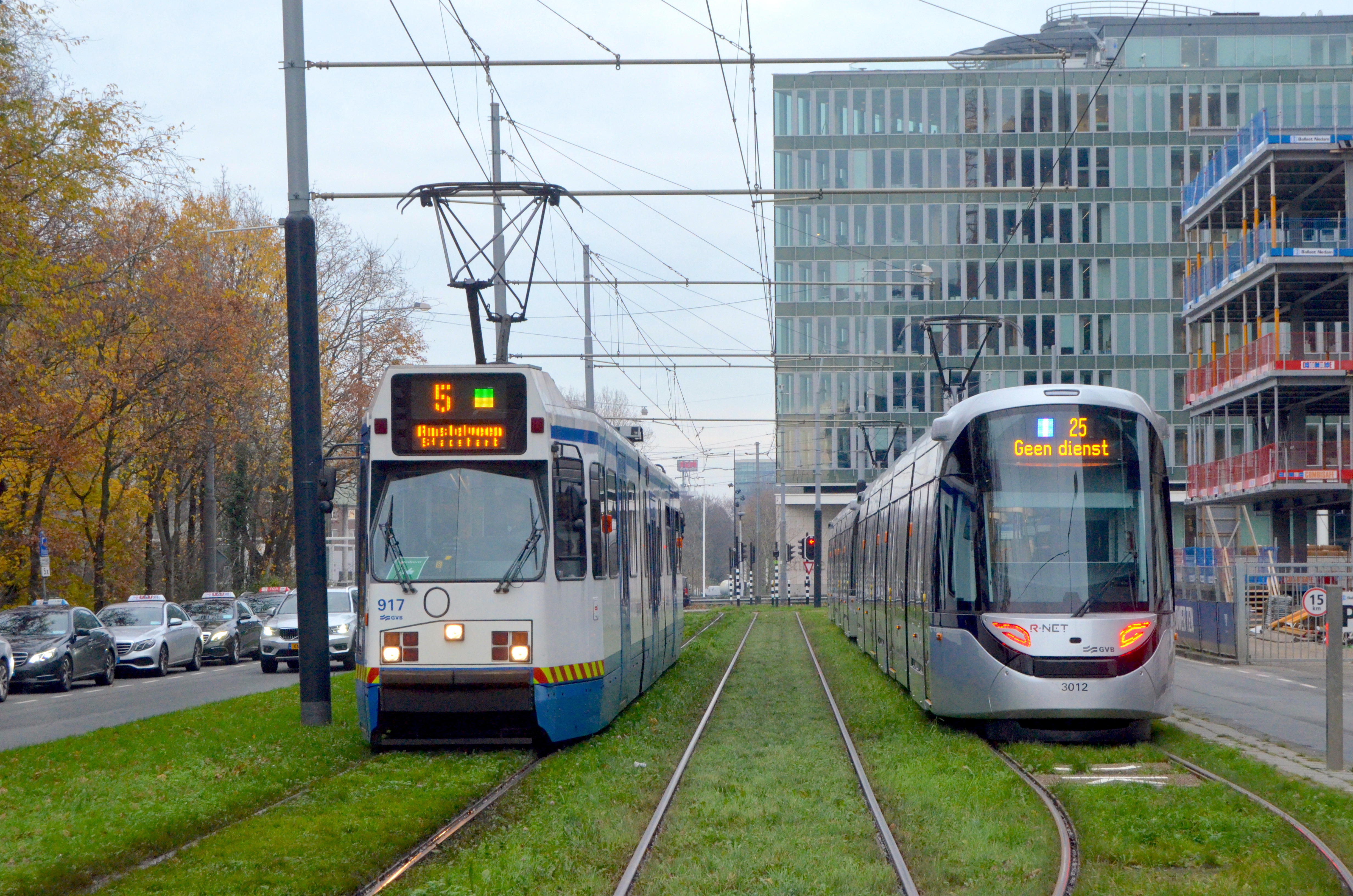
Tramlijn 5 en tramlijn 25 tijdens het proefbedrijf op de Strawinskylaan, met een 11G en 15G-tram; 8 december 2020.
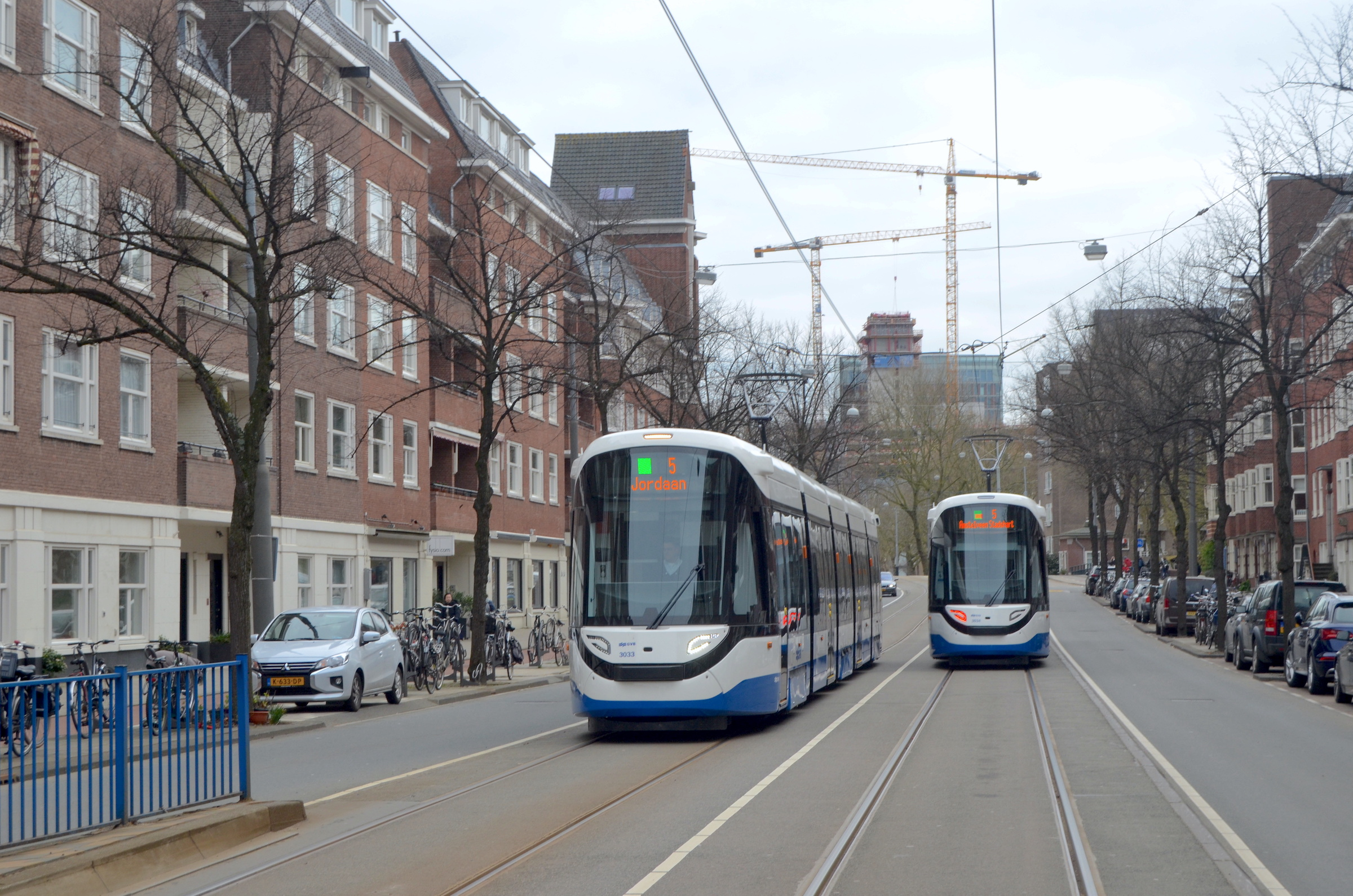
Ontmoeting van twee 15G-trams op lijn 5 in de Beethovenstraat; april 2021.
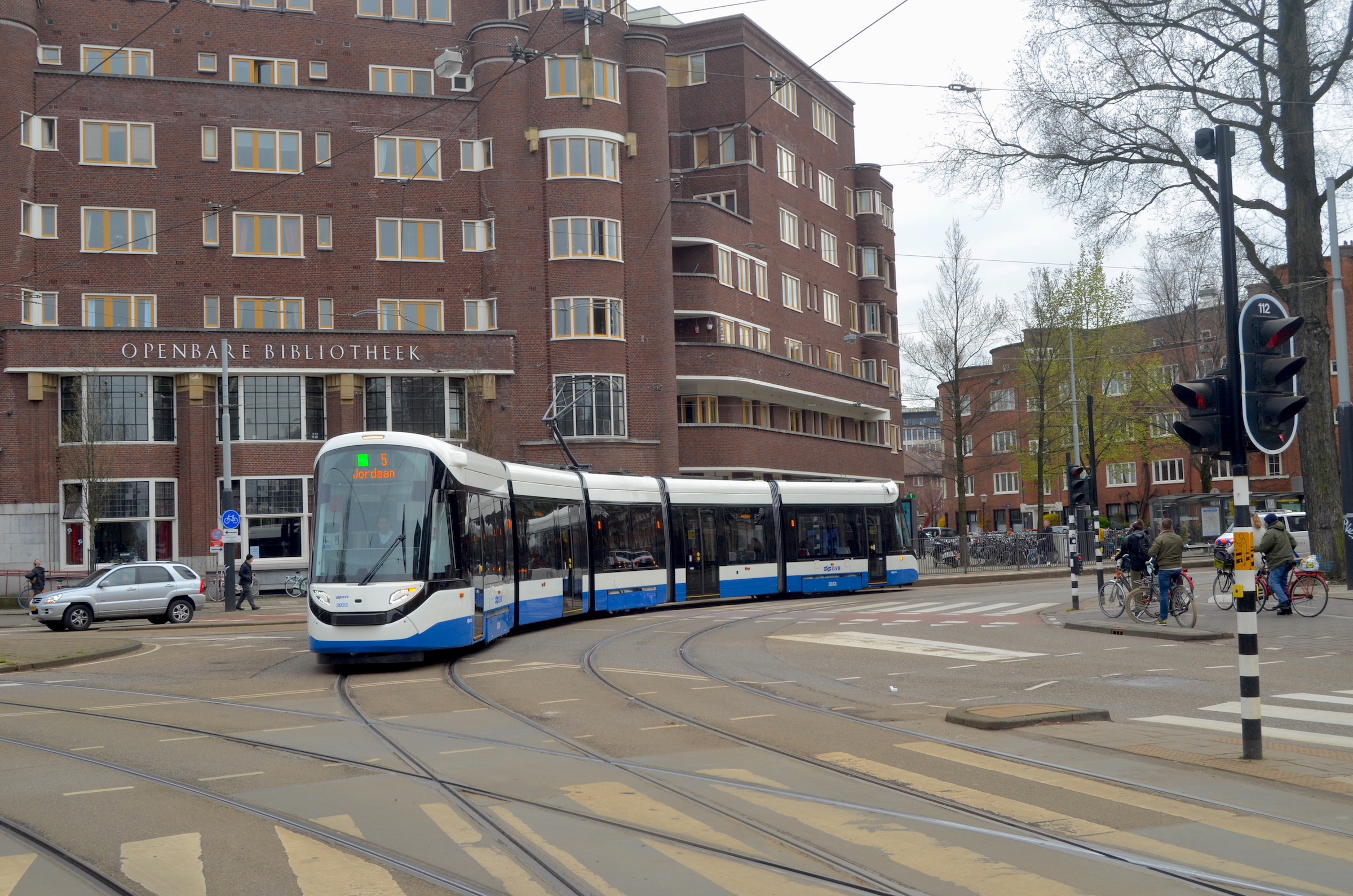
Lijn 5 met 15G-tram op het Roelof Hartplein; april 2021.
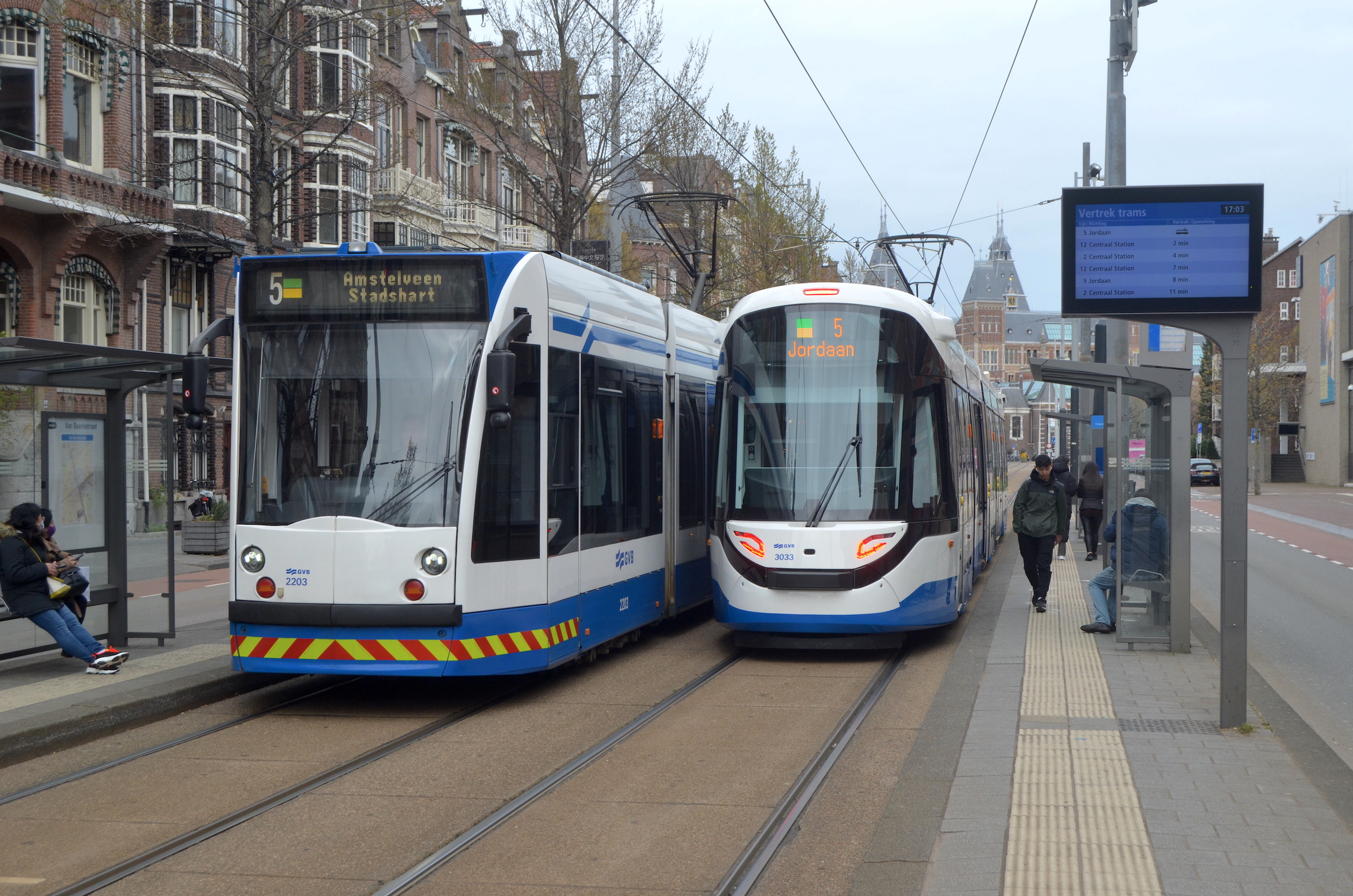
Lijn 5 met 15G-tram en een Combino in de Paulus Potterstraat; april 2021.
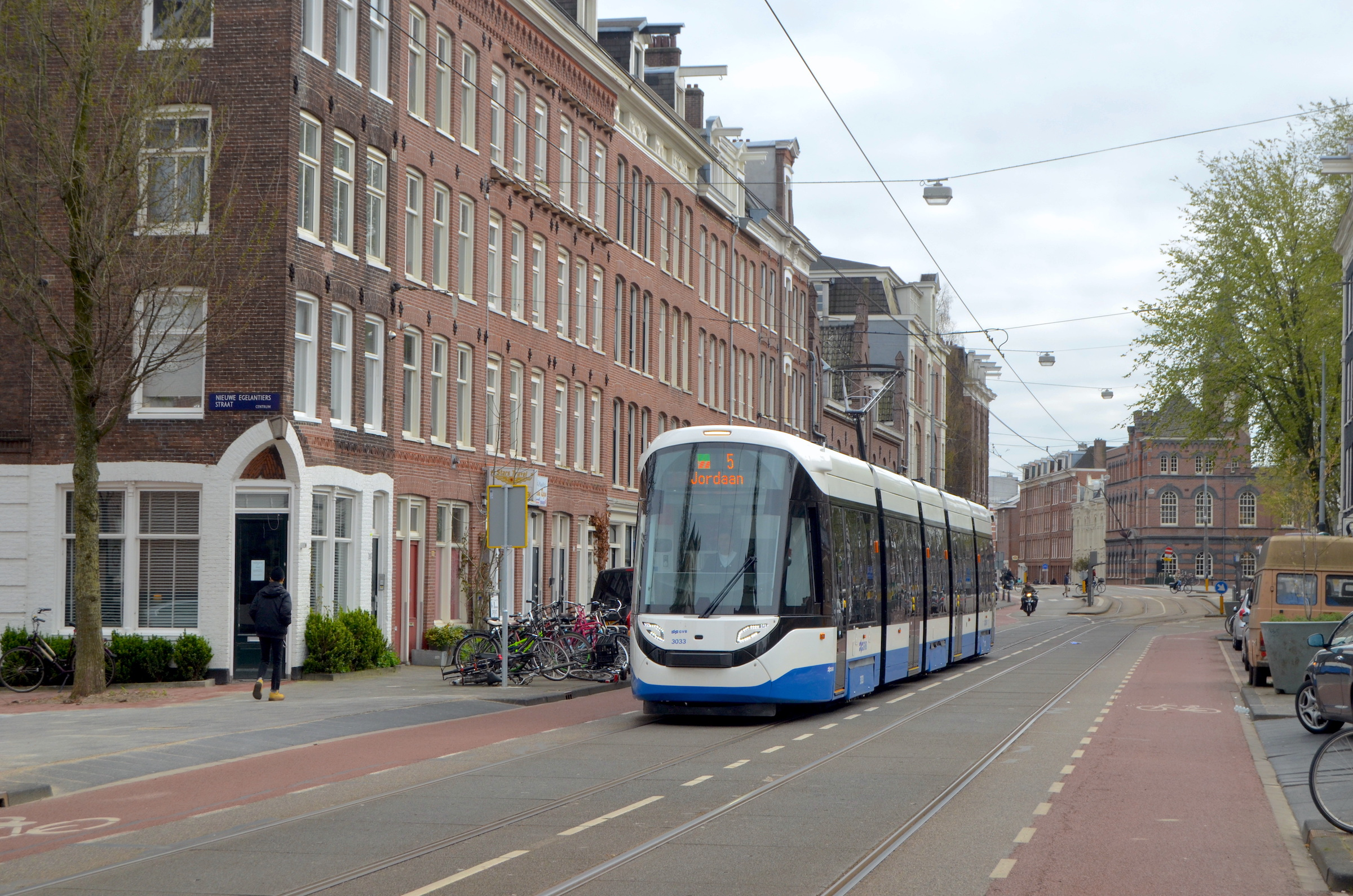
Lijn 5 met 15G-tram in de Marnixstraat; april 2021.
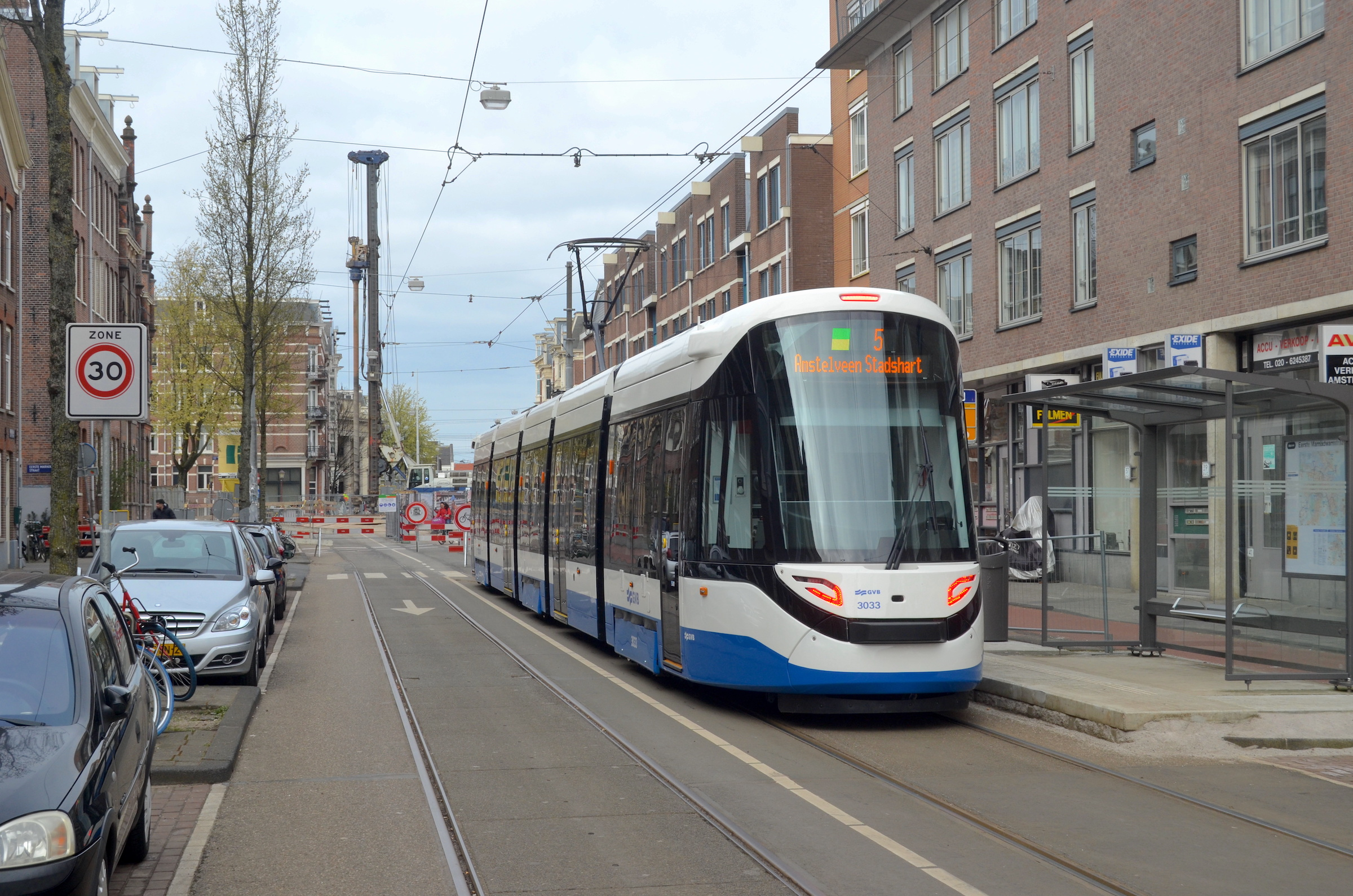
Lijn 5 met 15G-tram op het kopeindpunt Marnixstraat; april 2021.
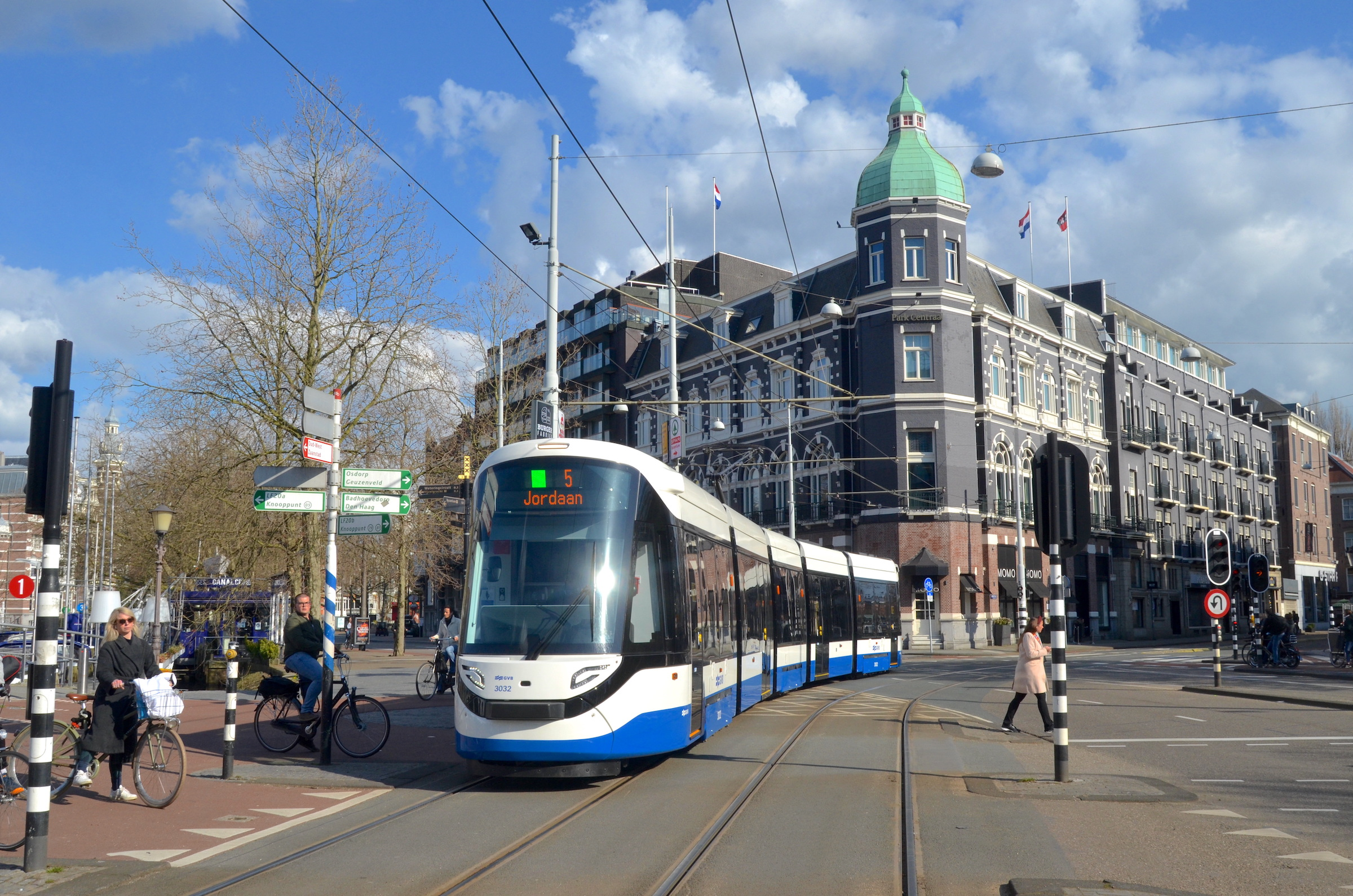
Lijn 5 met 15G-tram op de kruising Hobbemastraat / Stadhouderskade; april 2021.